# Arroyo de San Ildefonso
Arroyo de San Ildefonso är ett periodiskt vattendrag i Spanien.   Det ligger i provinsen Provincia de Zamora och regionen Kastilien och Leon, i den nordvästra delen av landet, 230 km nordväst om huvudstaden Madrid. Arroyo de San Ildefonso ligger vid sjöarna  Embalse de Ricobayo och Embalse del Esla.